# تشارلز بيريز
تشارلز بيريز (بالإنجليزية: Charles Perez)‏ هو صحفي أمريكي، ولد في 2 مارس 1963 في لوس أنجلوس في الولايات المتحدة.

## وصلات خارجية
- تشارلز بيريز على موقع IMDb (الإنجليزية)
- تشارلز بيريز على موقع قاعدة بيانات الفيلم (الإنجليزية)